# Jakow Chajim Sofer

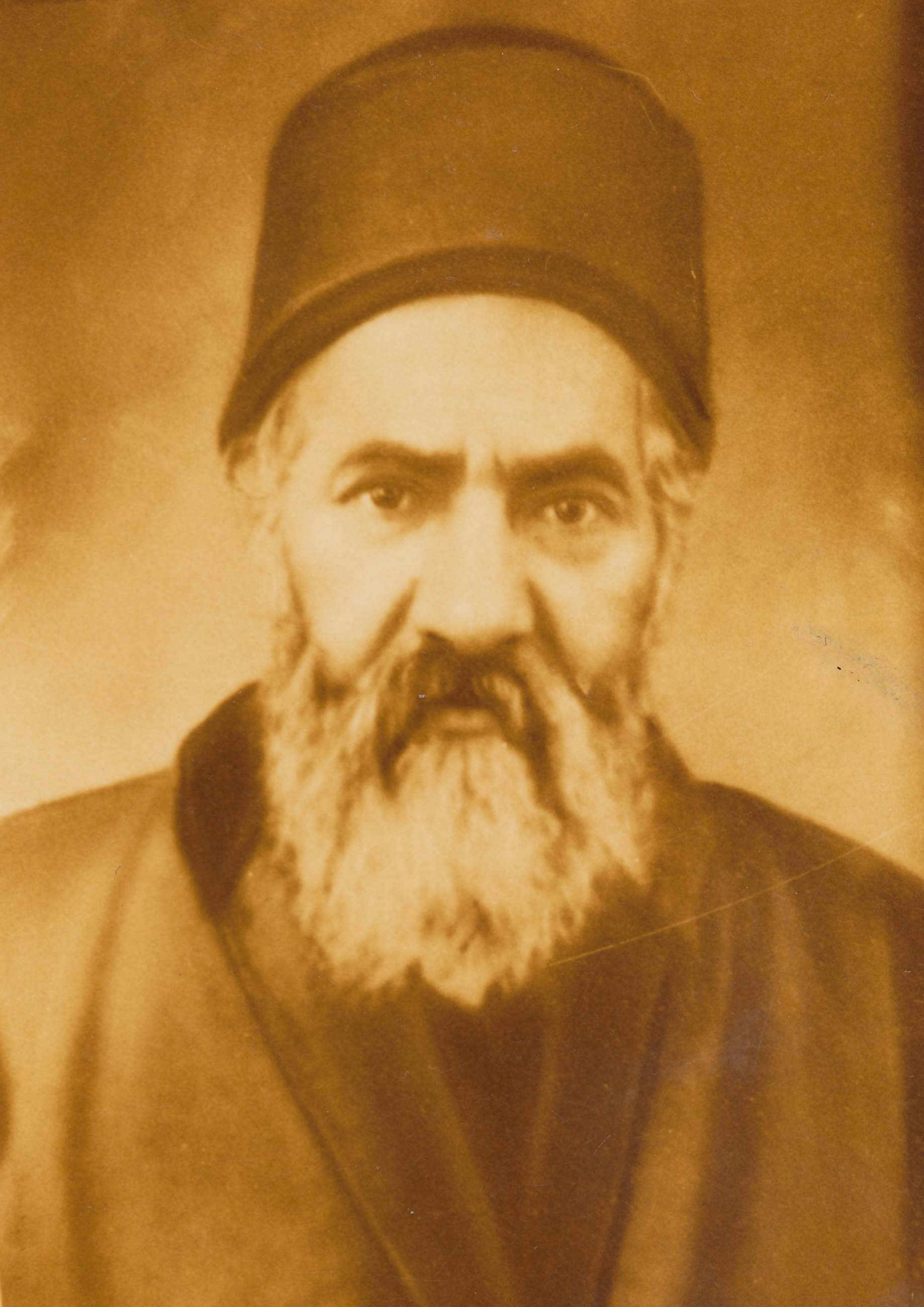

Jakow Chajim Sofer (1870 in Bagdad – 1939 in Jerusalem) war ein charedischer Rabbiner, Talmudist, Posek und Kabbalist. Er ist der Autor des monumentalen halachischen Werkes Kaf Hachajim. 

## Leben
Sofer wurde 1870 in Bagdad als Sohn von Rabbi Yitzhak Baruch und dessen Frau Esther geboren. Seit frühester Jugend widmete er sich talmudischen Studien. Er war zunächst Schüler von Abdalla Sommech und später Schüler des Ben Isch Chaj. Seit 1904 lebte er in Jerusalem, lernte zunächst in der Jeschiwa Bet El und dann bis zu seinem Lebensende in der Jeschiwa Schoschanim Ledawid, wo er, überwiegend eingeschlossen in die Frauenabteilung und fern aller weltlichen Ablenkung, die acht Bände seines Hauptwerks Kaf Hachajim verfasste. Zu dieser Zeit war er zugleich Aw Bet Din der babylonischen Gemeinden. Im Jahr 1909 gründete er gemeinsam mit weiteren Rabbis eine Synagoge im Jerusalemer Stadtteil Beit Israel.
Jakow Chajim Sofer wurde auf dem Jüdischen Friedhof am Ölberg begraben.

## Werke
- Kaf Hachajim, 1904
- Kol Yaakov
- Yagel Yaakov, 1906
- Yismach Yisrael
- Chayim Ad Haolam